# زاوية سيدي عبد السلام
زاوية سيدي عبد السلام هو مركز قروي يقع بجماعة تيزكيت، إقليم إفران، جهة فاس مكناس في المملكة المغربية. ينتمي لمشيخة زاوية سيدي عبد السلام التي تضم دوار واحد. يقدر عدد سكانه بـ 1433 نسمة حسب الإحصاء الرسمي للسكان والسكنى لسنة 2014. يقع الدوار في منطقة جبلية بالأطلس المتوسط، يبعد ب 9 كلم عن مدينة إفران، يفصل بينهما منتزه عين فيتال. سمي الدوار على إسم الولي الصالح سيدي عبد السلام بن محمد اليعقوبي الولاني الذي يقع ضريحه في هذا الدوار على ارتفاع 1500 متر فوق سطح البحر، بعد ان استقر في المنطقة قادما من الجنوب الشرقي للمغرب.بالإضافة إلى الدوار، تم تجهيز تجزئة سكنية بزاوية سيدي عبد السلام أطلق عليها تجزئة حدائق فيتال.

## السكان
قدر عدد سكان زاوية سيدي عبد السلام ب1433 نسمة حسب الإحصاء الرسمي للسكان والسكنى لسنة 2014. يبلغ معدل الأمية في الدوار 43,1%، يبلغ معدل البطالة 15,2%. يبغ عدد أسر الدوار 330 أسرة. 70% من الأسر مزودة بالكهرباء، و67,9 من الأسر مزودة بالماء الصالح للشرب عبر الشبكة العمومية، و61,2% من الأسر مرتبطة بشبكة الصرف الصحي. 

## معرض الصور

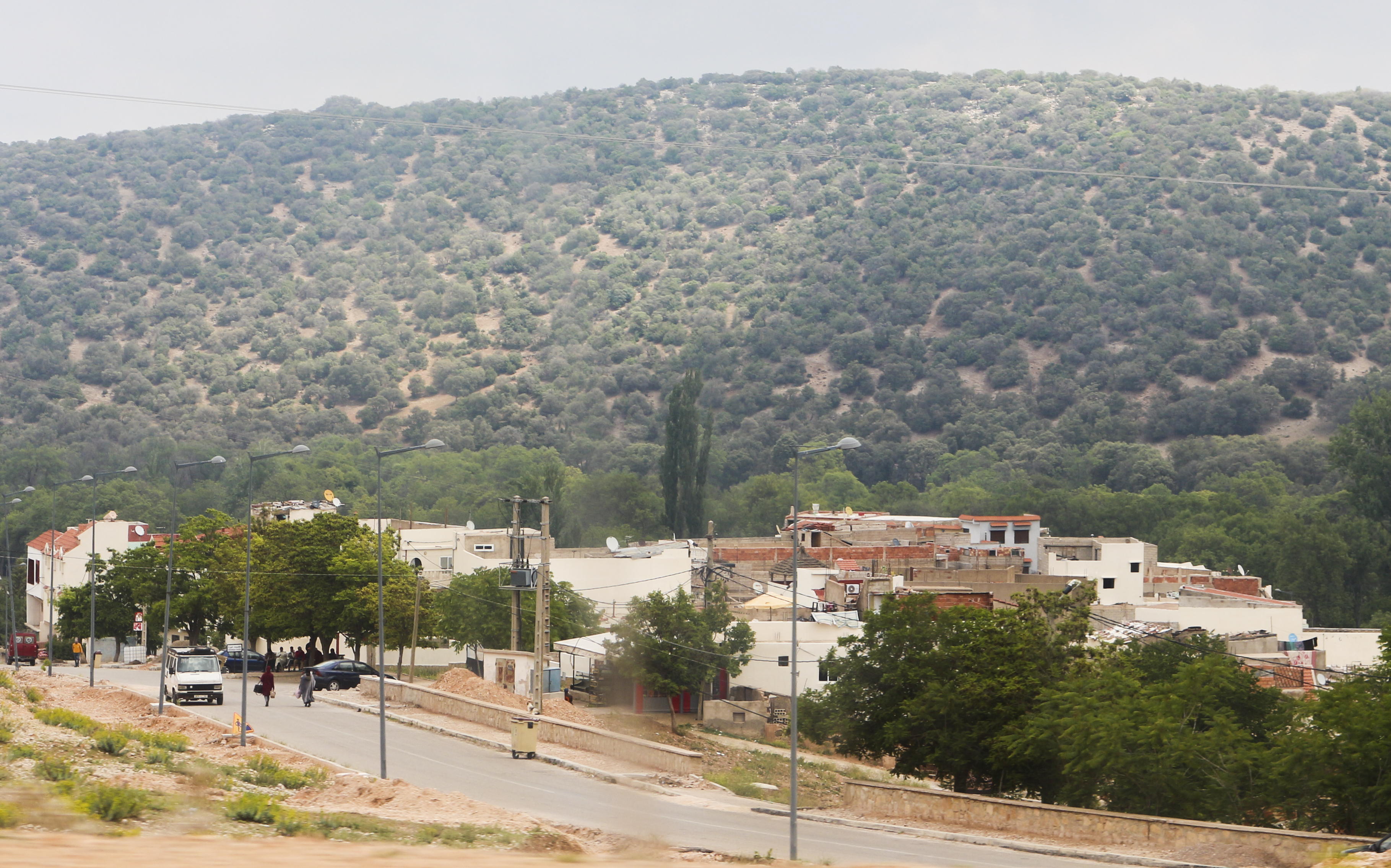
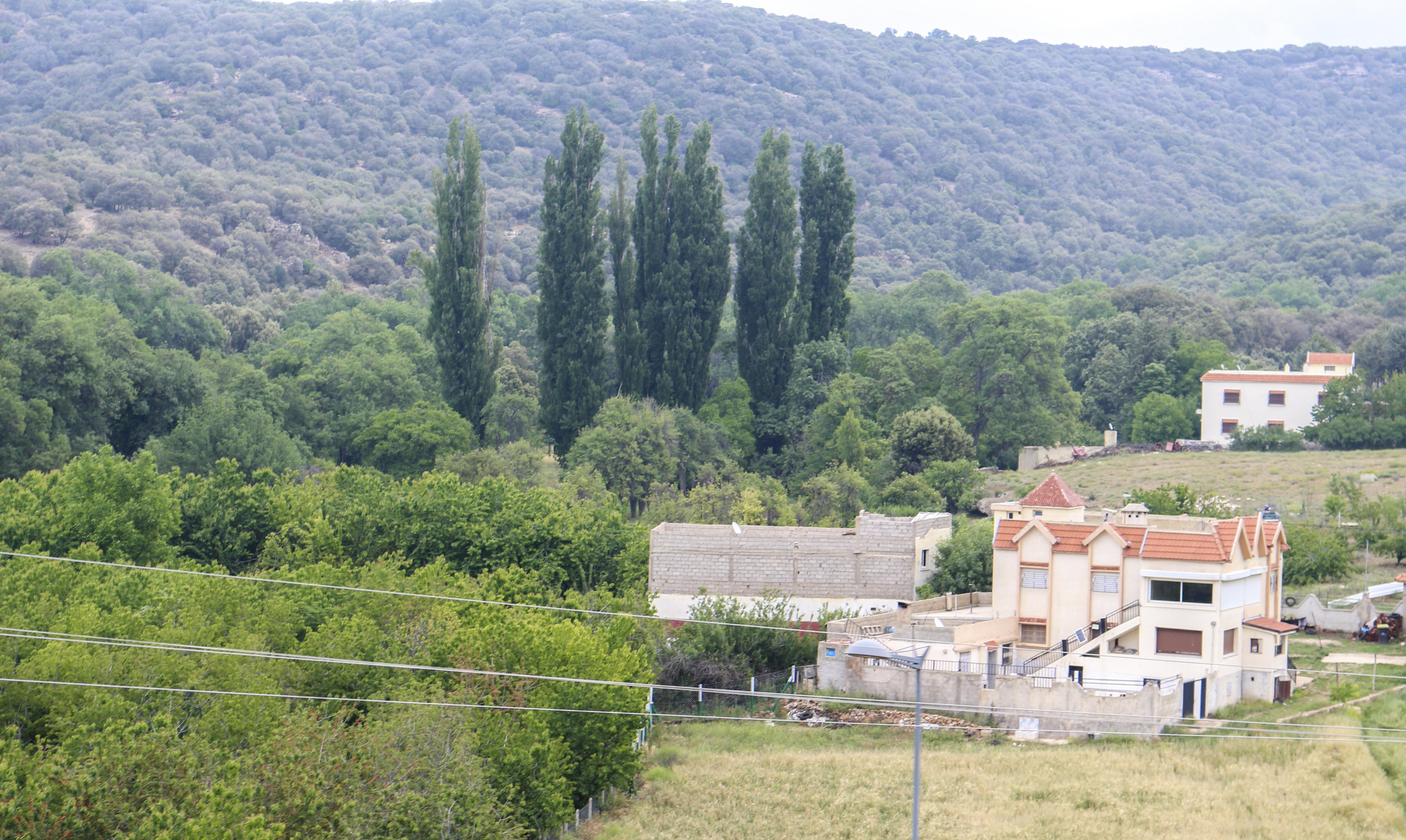
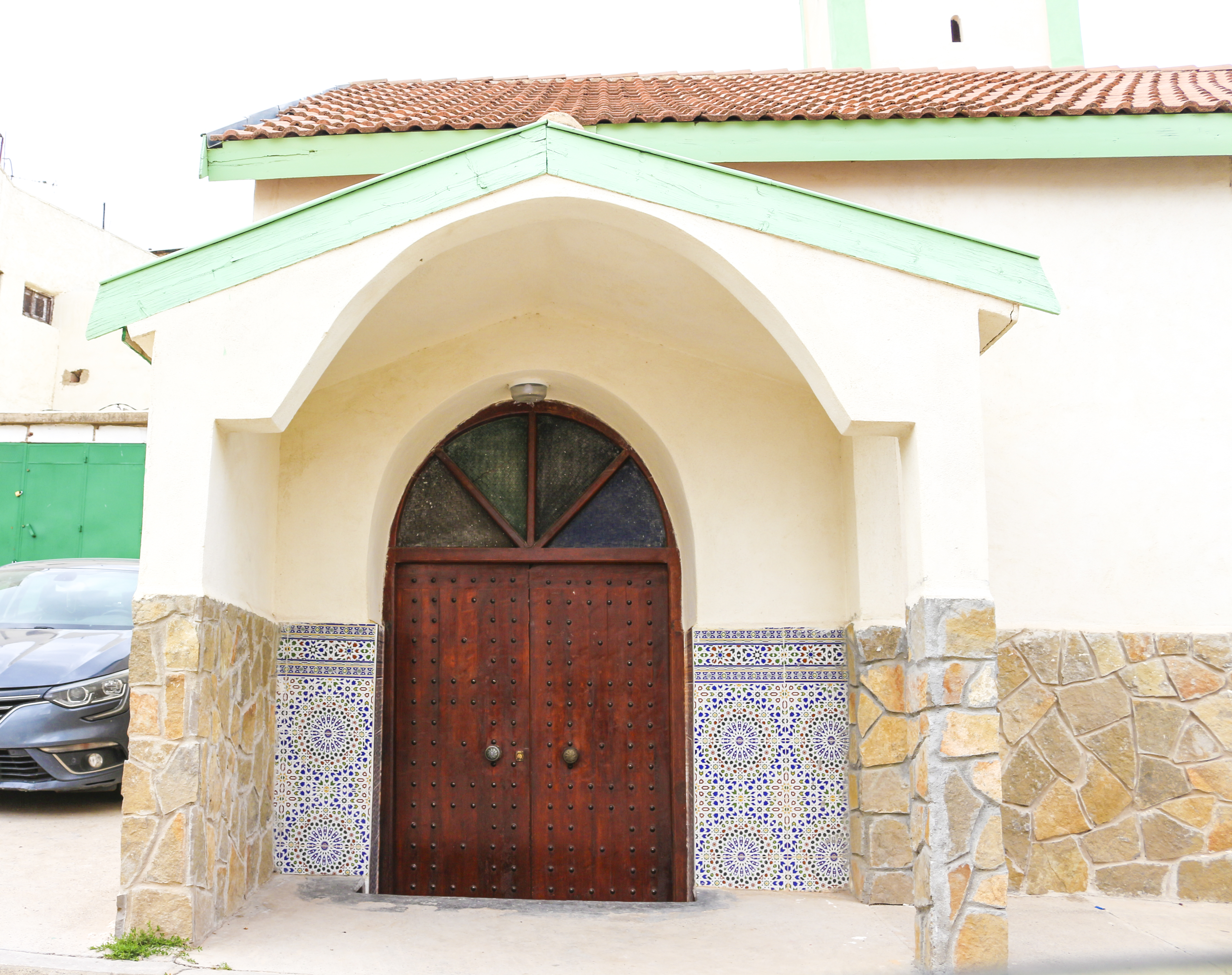
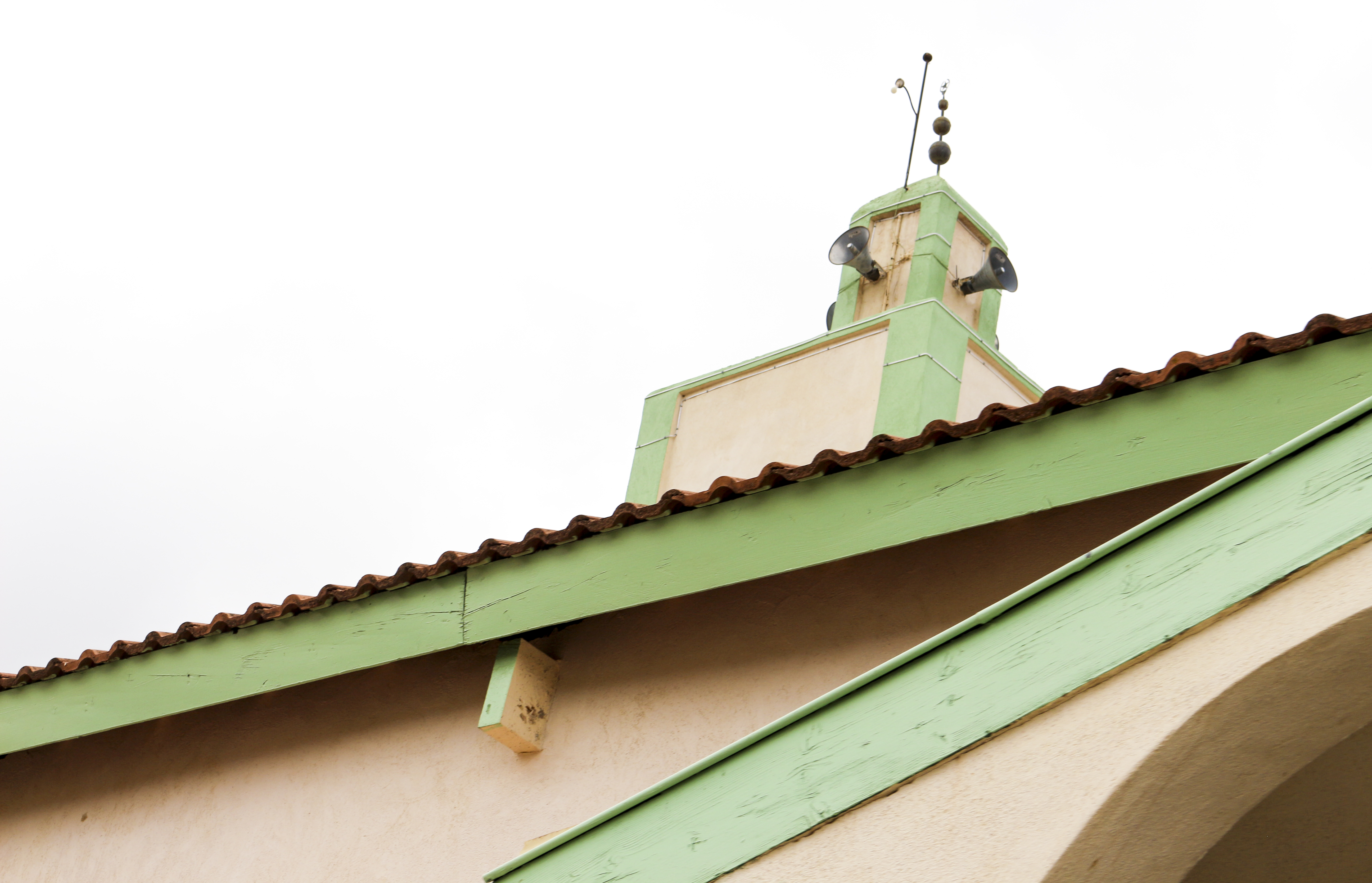
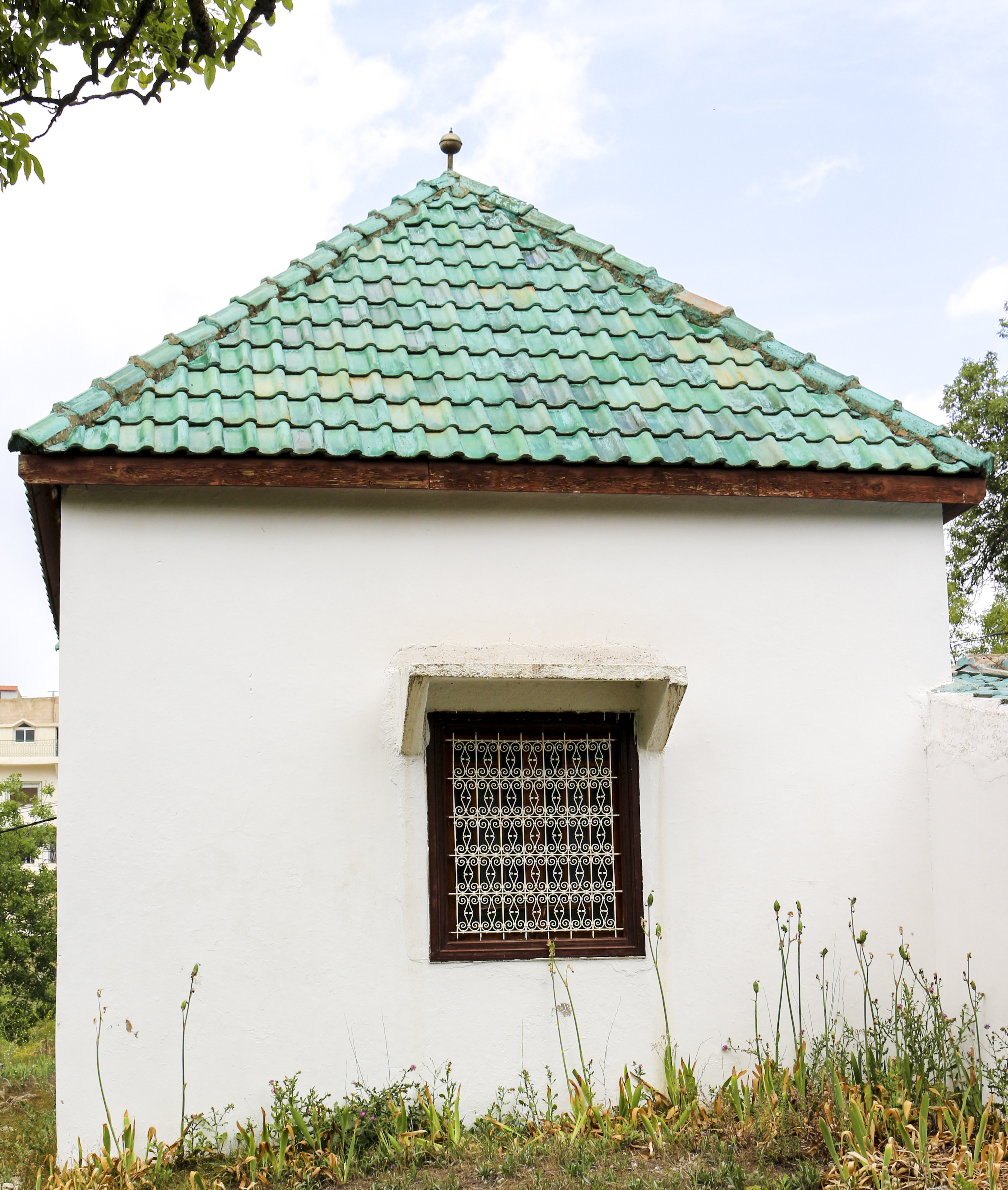
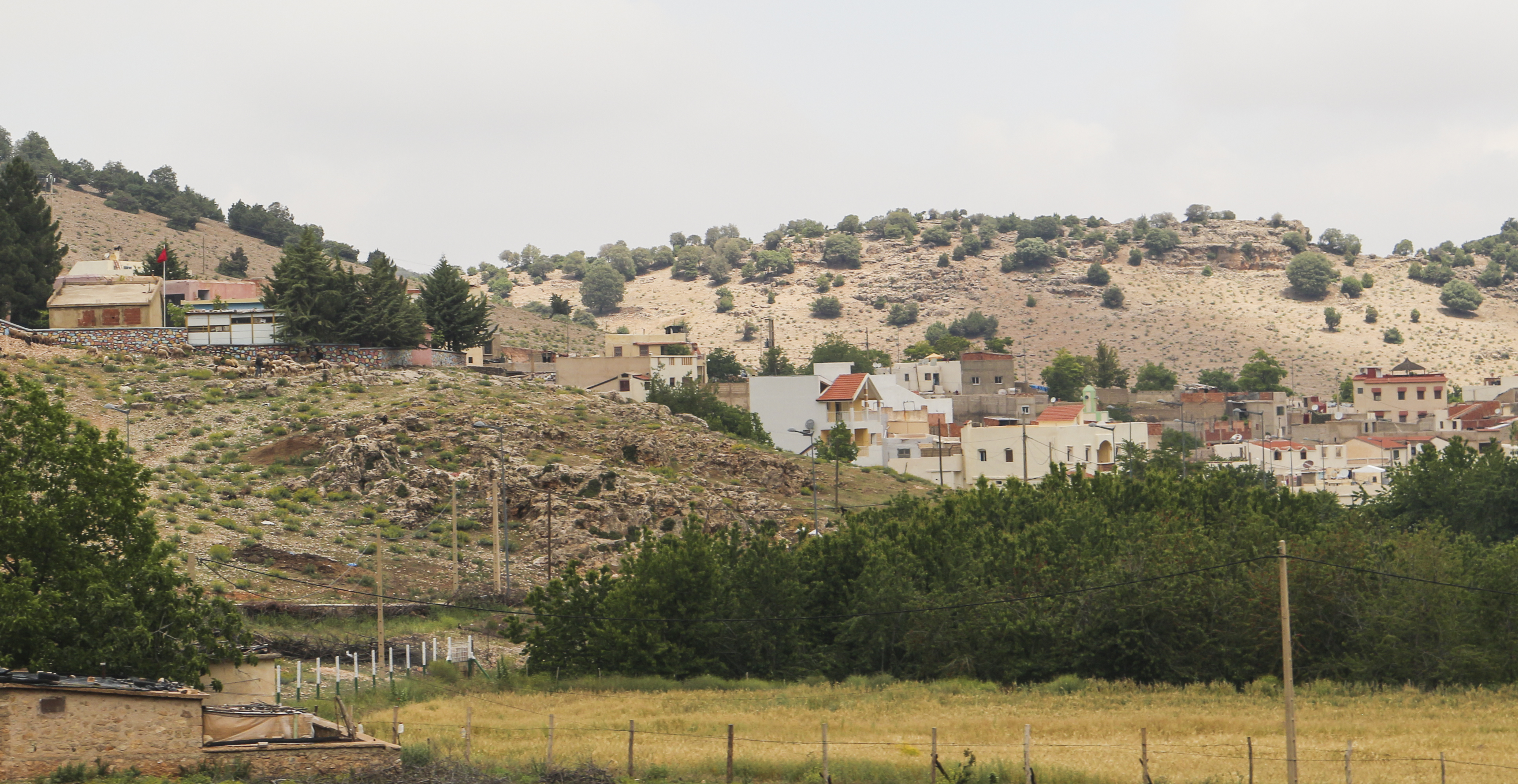
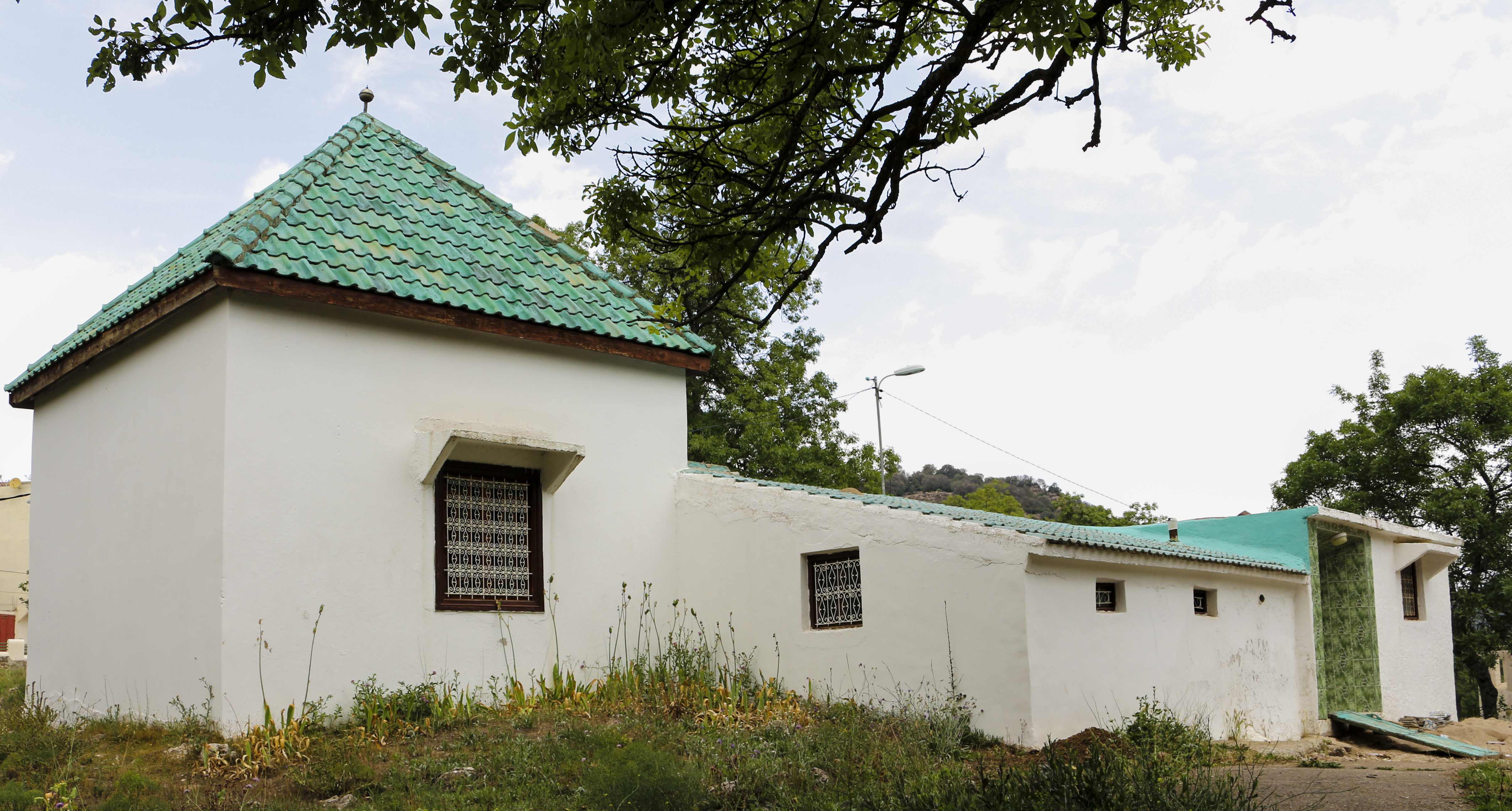
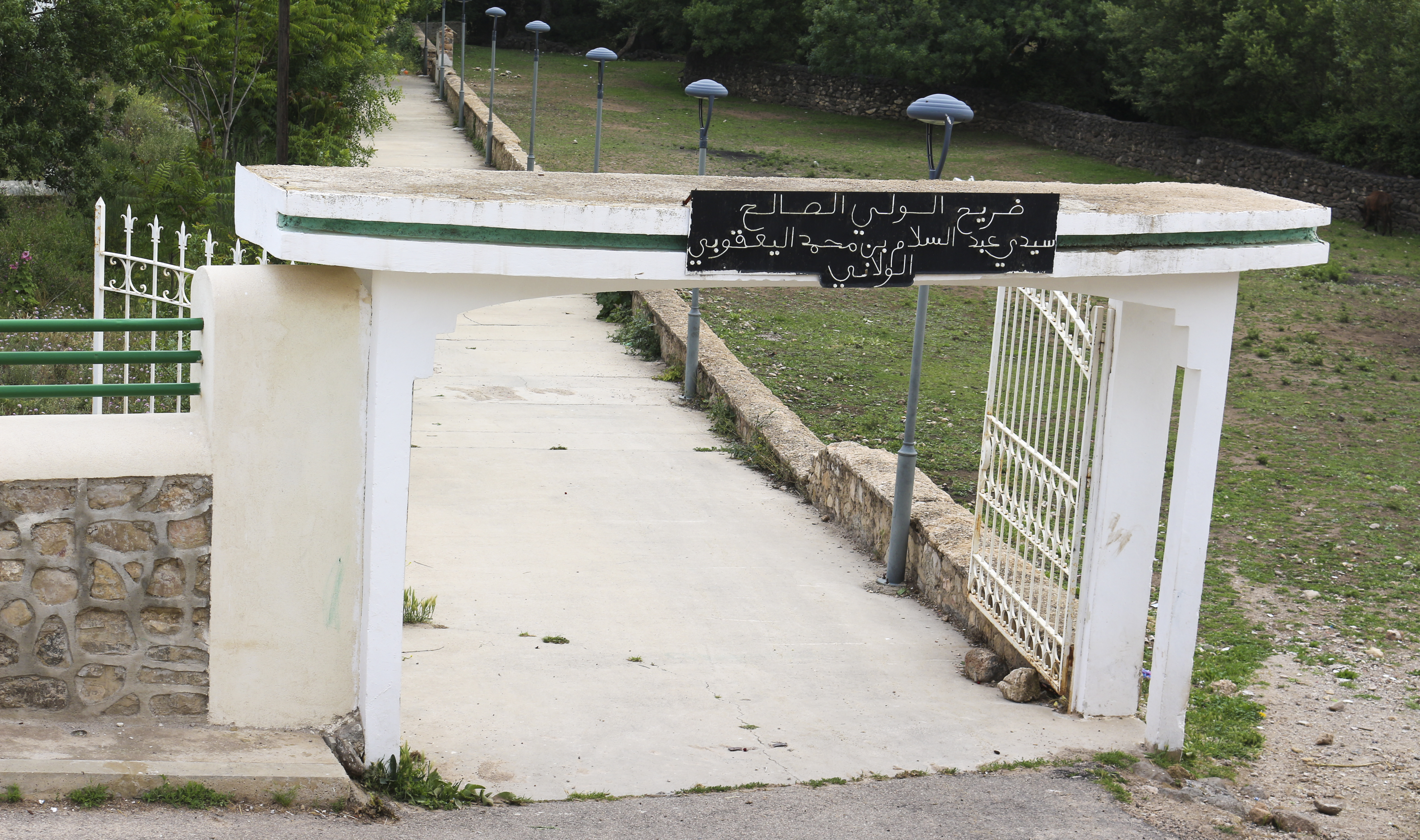

## روابط خارجية
- البوابة الوطنية للجماعات الترابية نسخة محفوظة 12 مارس 2018 على موقع واي باك مشين.
- المندوبية السامية للتخطيط